# 埃塞基耶尔·斯凯洛托
埃塞基耶尔·马蒂亚斯·斯凯洛托（西班牙語：Ezequiel Matias Schelotto；1989年5月23日—），是一名出生于阿根廷的意大利职业足球运动员，司职边锋。

## 俱乐部生涯
斯凯洛托出生于布宜诺斯艾利斯，先后在阿根廷国内的萨斯菲尔德和班菲尔德接受足球训练。2008年7月，他加盟刚刚降级到意大利足球丙一级联赛球队切塞纳。 但直到2009年4月，他才拿到国际足联的澄清信，获得代表球队出场的资格。他在该赛季切塞纳剩余的七场联赛中登场六次，射进1球，帮助球队以冠军的成绩重返意乙联赛。
2009年6月，他以共有的形式加盟意甲球队亚特兰大，一个月后，他又被亚特兰大租借回切塞纳参加2009/10赛季意乙联赛。斯凯洛托在该赛季出场40次，其中33次首发，射进6球，切塞纳以联赛亚军的成绩升级到意甲。2010年6月24日，刚刚降级到意乙的亚特兰大买下斯凯洛托的另一半所有权，之后又立即再次将其出租到切塞纳。 2011年1月31日，他被租借到另一支意甲球队卡塔尼亚。2月6日，他在卡塔尼亚客场0比1不敌博洛尼亚的联赛中首次代表球队出场。
2013年1月31日，意甲豪门国际米兰宣布斯凯洛托加盟球队。2月3日，他就获得首次为国际米兰出场的机会，但球队最终1比3输给锡耶纳。2月24日，他在米兰德比头球破门，射进加盟国际米兰的首个进球，帮助球队1比1逼平对手。不过在国际米兰半个赛季后，球队新任主教练马扎里认为谢洛托并不符合他的战术体系，2013年8月29日被租借到意甲升班马薩斯索羅。

## 国际比赛生涯
斯凯洛托的先辈在19世纪末从意大利迁居阿根廷，因此斯凯洛托拥有意大利护照。2009年11月，他首次入选意大利U-21国家足球队， 并在11月13日和匈牙利U-21的比赛首发出场。
2012年8月10日，他在意大利国家足球队和英格兰的友谊赛中首发出场，首次代表成年国家队亮相国际A级比赛。

## 荣誉

### 俱乐部
- 切塞纳
  - 意大利足球丙一级联赛：2008–09